# Хаџи Проданова буна

„Хаџи-Проданова буна букнула је у недоба, са свим изненада, без пристанка првих вођа у народу, и без икакве спреме; изложила је целе крајеве зверској освети турској, оквасила је коље мученичком српском крвљу: али је, при свем том, дала непобитних доказа да је народ још жив и крепак, и да десет година својега живота борбе за слободу није прошло без плода за народно васпитање Срба. На први одважан глас, летеле су стотине јунака у нову борбу за слободу отаџбине! Народ је био жив, народ је био крепак да пораз претрпи и да се нада успеху!

Хаџи Проданова буна је била српска побуна из јесени 1814. против турског терора. На челу буне је био Хаџи Продан Глигоријевић. Буна се завршила победом Турака, а велику улогу у њеном гушењу је имао Милош Обреновић, потоњи вођа Другог српског устанка и кнез Србије.

## О буни
Буна је обухватила подручја три нахија: Пожешку, Крагујевачку и Јагодинску. У пределима Пожешке нахије, буна није трајала дуже од пар дана, али је зато, са већим интензитетом и бројношћу учесника настављена у суседној Крагујевачкој, затим Јагодинској нахији. Иако, на крају свог трајања, није дала ниједну значајнију битку, она се несрећно завршила због неорганизованости и разједињености народних представника. Кнез Милош, од Турака именован за оборкнеза Пожешке, Крагујевачке и Јагодинске нахије није пришао овој буни против Турака. Буна је избила као реакција на низ репресивних мера и намета које су Турци појачавали. Непосредан повод био је сукоб код манастира Трнаве између Срба и Турака, чији су организатори били трнавски игуман Пајсије и Михаило, брат хаџи Продана, а који се свршио лоше по људе пожешког муселима Латиф-аге. На чело буне стао је хаџи Продан, наставивши да организује чете и шири буну; обухваћене су крагујевачка и јагодинска нахија.
Сем хаџи Продана, у буни није учествовао ниједан војвода из Првог устанка, док је неколико и помагало Турцима. Милош Обреновић је одбио понуђено вођство, изговарајући се на неприпремљеност, недостатак оружја и непогодно годишње доба. Међутим, понудио је везиру Сулејман-паши своју помоћ за гушење буне, уз обећање да ће бити опроштено свакоме учеснику буне који се преда, изузев хаџи Продана и његове браће. Заједно са рудничким муселимом Ашим-бегом, Милош је угушио буну, уз већи отпор у крагујевачкој нахији. После сукоба код Кнића, где су устаници извојевали победу, али се потом разишли кућама, Хаџи Продан је пребегао у Аустрију.
После смирења буне није поштовано везирово обећање дато Милошу Обреновићу; из побуњених нахија покупљено је око 300 истакнутих људи и у синџирима одведено у Београд где су погубљени или набијени на колац. На колац је набијен и зачетник устанка, игуман Пајсије, као и ђакон Авакум.